# Psammoduon arenicola
Psammoduon arenicola là một loài nhện trong họ Zodariidae.
Loài này thuộc chi Psammoduon. Psammoduon arenicola được Eugène Simon miêu tả năm 1910.